# Dwudziestolecie międzywojenne (historia powszechna)
Dwudziestolecie międzywojenne (także: okres międzywojenny, międzywojnie, epoka międzywojenna) – okres w historii świata, obejmujący niecałe dwadzieścia jeden lat pomiędzy zakończeniem I wojny światowej, tj. zawarciem rozejmu w Compiègne (1918) a wybuchem II wojny światowej (1939). Termin pierwotnie miał inne znaczenie – po raz pierwszy został użyty w 1915 r. przez Léona Daudeta w odniesieniu do lat 1880–1905.

## Polityka

### Kształtowanie ładu międzynarodowego

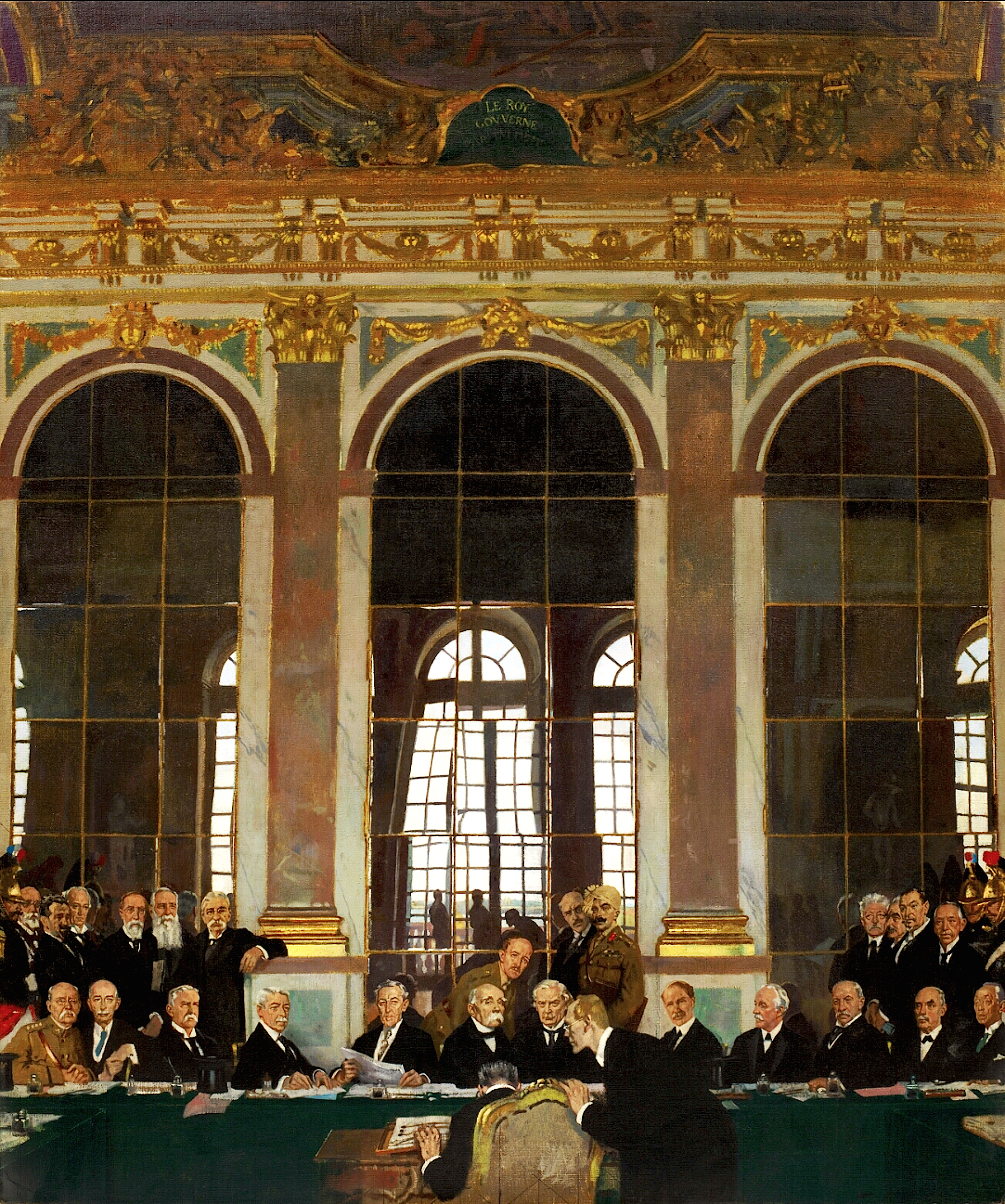
William Orpen, Podpisanie traktatu pokojowego w Sali Lustrzanej, 1919

Jeszcze przed podpisaniem kapitulacji w I wojnie światowej Cesarstwo Niemieckie upadło. Kanclerz Max von Baden ogłosił abdykację cesarza w dniu 9 listopada, a socjaldemokraci ogłosili powstanie republiki. Powołano rząd tymczasowy, na czele którego stanął Friedrich Ebert. Jeszcze w końcu grudnia 1918 roku powstała Komunistyczna Partia Niemiec, a rewolucja została krwawo stłumiona. Z powodu niestabilnej sytuacji w Berlinie, zwołane w lutym 1919 r. Zgromadzenie Narodowe obradowało w Weimarze. Tam też 31 lipca 1919 r. parlament uchwalił konstytucję zwaną weimarską, która weszła w życie dwa tygodnie później.

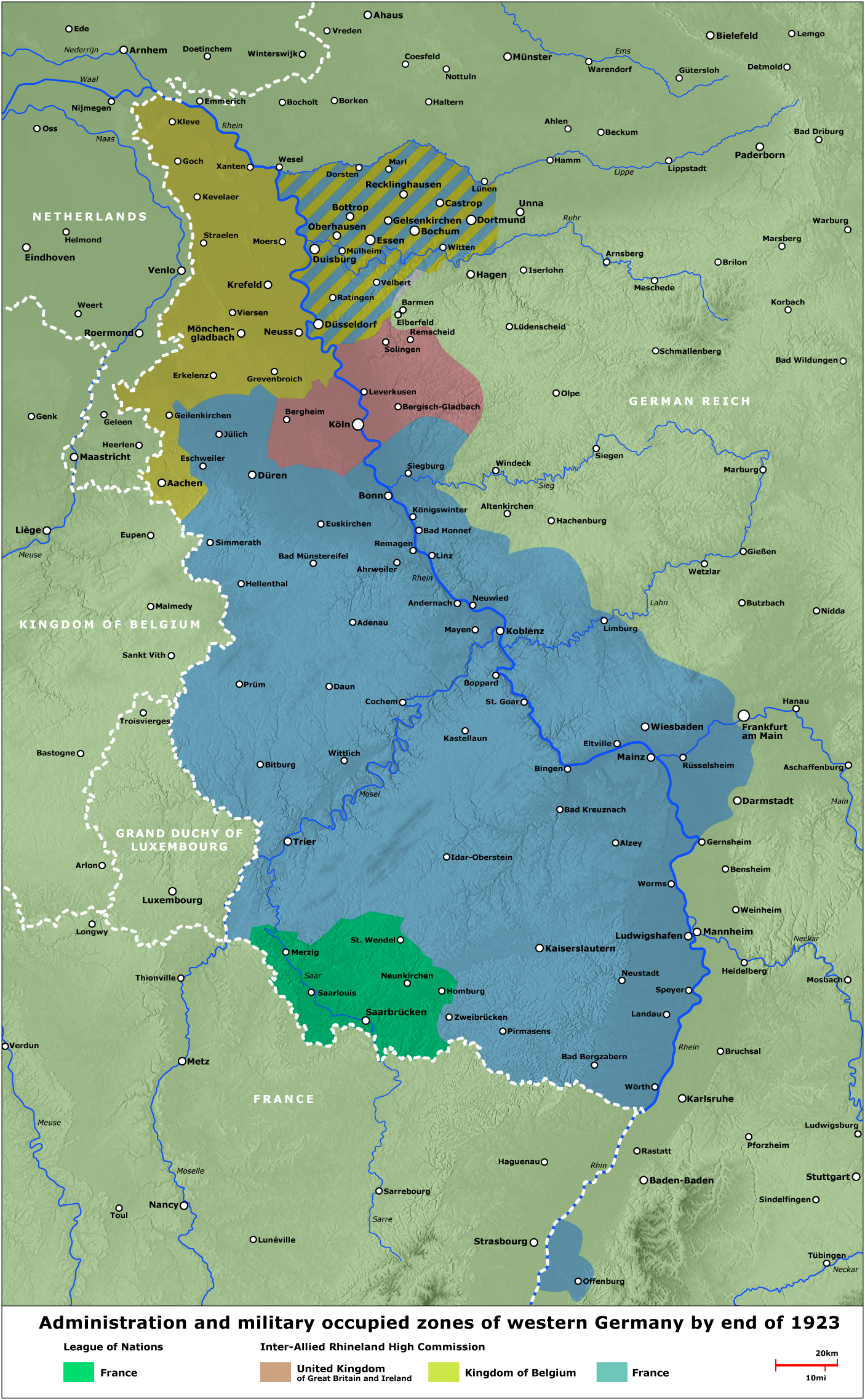
Podział okupowanych terenów Nadrenii

Pierwsze lata okresu upłynęły na sporach (często zbrojnych) o wytyczenie granic. 28 czerwca 1919 r. podpisano traktat wersalski, który oficjalnie zakończył I wojnę światową. Na Niemcy nałożono kary za wywołanie wojny, m.in. odebrano kolonie zamorskie, armia została zredukowana, zabroniono jej posiadania niektórych rodzajów broni, nałożono kontrybucje, zdemilitaryzowano niektóre regiony jak Nadrenia i wyspa Helgoland. Ponadto podpisano traktaty pokojowe z Austrią (w Saint-Germain-en-Laye), z Bułgarią (w Neuilly-sur-Seine), z Węgrami (w Trianon) i z Turcją (w Sèvres), jednak ten ostatni nie wszedł w życie, a jego postanowienia zrewidowano w traktacie z Lozanny (1923), który był następstwem zwycięstwa wojsk tureckich nad greckimi.
Z inicjatywy prezydenta USA Thomasa W. Wilsona, dla zapobieżenia wybuchowi kolejnej wojny, powołano organizację międzynarodową, jaką była Liga Narodów, której zakres działań był mocno ograniczony z powodu niejasnego podziału kompetencji pomiędzy jej organami i sprzeczności między interesami mocarstw.
Bezpośrednio po I wojnie światowej kraje powstałe w jej efekcie oraz przegrane państwa centralne budowały u siebie ustroje demokratyczne. Było to związane z wzorowaniem się na zwycięskich mocarstwach – Wielkiej Brytanii i Francji, a także z powszechnymi nastrojami egalitarystycznymi wywołanymi traumą wojenną.

### System utrzymania ładu międzynarodowego

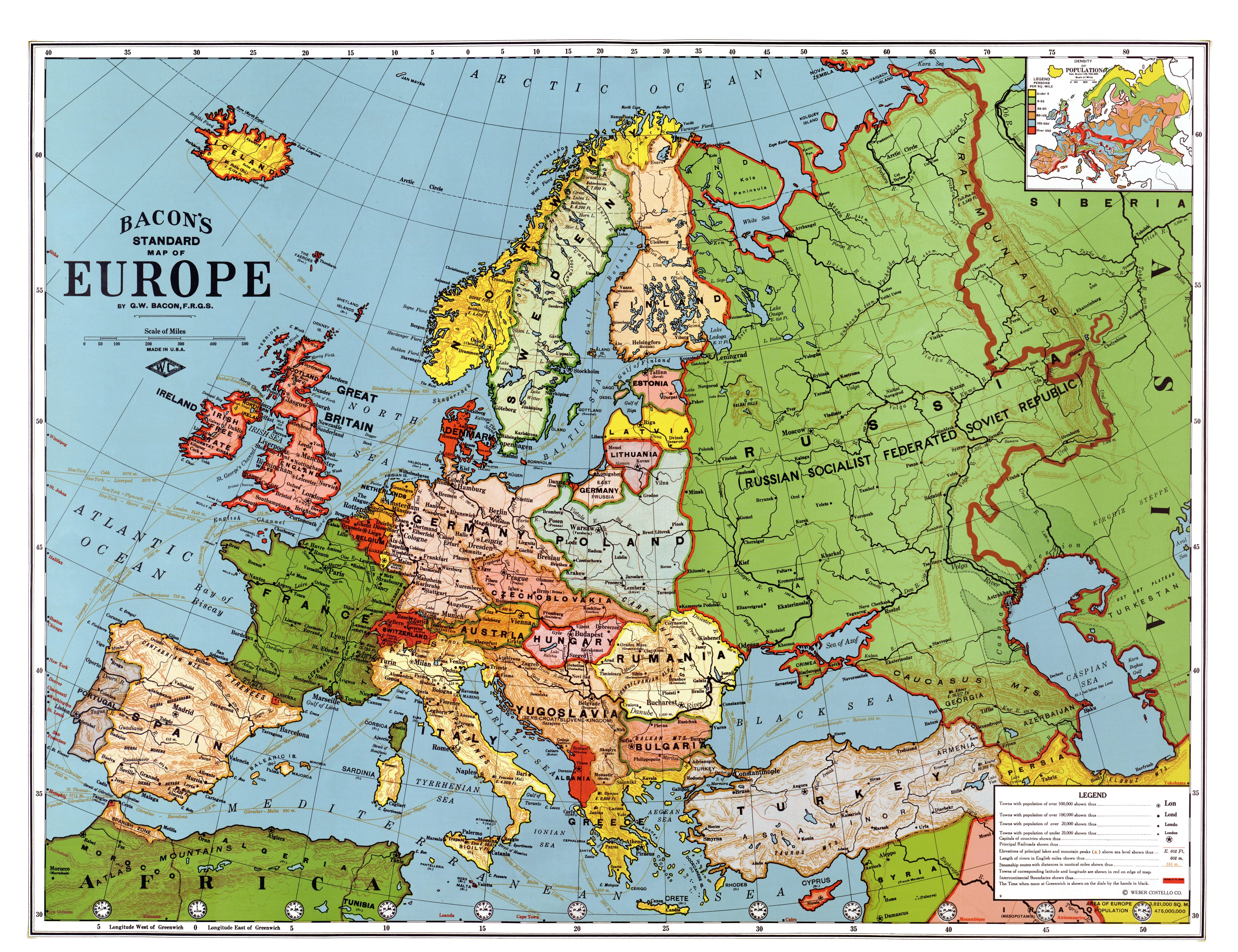
Mapa Europy, 1923

Liga Narodów, powołana do zarządzania zbiorowym bezpieczeństwem świata, w większości okazała się nieefektywna. Liga w znacznym stopniu związana była stanowiskiem mocarstw popierających jedną ze stron konkretnego konfliktu (np. państwa należącego do Ententy), niemniej w okresie swojego istnienia przyczyniła się do rozwiązania 30 konfliktów międzynarodowych, w których mogła liczyć na zgodne stanowisko Francji i Wielkiej Brytanii. Do tych konfliktów należy polsko-litewski o przynależność Wileńszczyzny, o przynależność Kłajpedy (1923 r.), fińsko-szwedzki o Wyspy Alandzkie (1920 r.), o Mosul między Wielką Brytanią a Turcją (1923 r.), czy włosko-grecki z 1923 r. Na tym tle wyróżnia się bułgarsko-grecki konflikt z 1925 r., w którym Liga Narodów poparła jednoznacznie Bułgarię. Ponadto w okresie międzywojennym udało się uspokoić także konflikty Albanii i Jugosławii, Albanii i Grecji, Polski i Niemiec, Węgier i Czechosłowacji.
Do Ligi nie przystąpiły USA, które nie zdołały ratyfikować przystąpienia w Kongresie. Izolacjonizm USA przybrał na sile szczególnie w latach 1930., pod wpływem kryzysu gospodarczego. Niemcy przyjęto do Ligi w 1926 r. (odeszły w 1933 r.), Turcję w 1932 r., ZSRR w 1934 r. (do 1939 r.). Jednocześnie Brazylia opuściła jej szeregi w 1926 r., Japonia w 1933 r., a Włochy w 1937 r. Pierwszą znaczącą porażką funkcjonowania Ligi była nieudana próba rozwiązania konfliktu chińsko-japońskiego, co było spowodowane obstrukcją ze strony Japonii, a następnie jej wystąpieniem z Ligi, w efekcie Japonia okupowała Mandżurię od 1932 r. aż do końca II wojny światowej.

### Tendencje antydemokratyczne
W większości krajów z czasem odchodzono od demokracji w kierunku rządów dyktatorskich, choć zdarzały się także upadki dyktatur i przywracanie demokracji. W latach 1920. upadek demokracji był związany z brakiem zakorzenienia tradycji demokratycznej lub z frustracją wynikiem minionej wojny, a w następnej dekadzie jako przyczynę wskazać należy kryzys gospodarczy.
W 1920 r. powstała Narodowosocjalistyczna Niemiecka Partia Robotników (NSDAP), którą od 1921 r. kierował Adolf Hitler. 30 stycznia 1933 roku kanclerzem Niemiec został Adolf Hitler, a do władzy wskutek koalicji doszła jego partia NSDAP, Hitler rozpoczął budowę totalitarnej III Rzeszy, zyskując poparcie Niemców hasłami o konieczności rewanżu za klęskę I wojny i niesprawiedliwego w oczach Niemców traktatu wersalskiego. Rządy totalitarne wprowadzone zostały w Rosji (1917), Włoszech (1922, w pełni od 1926) i Niemczech (1933), a towarzysząca im ideologia była inspiracją dla ugrupowań w różnych państwach Europy, które jednak nie uzyskały władzy w swoich krajach (Polska, Rumunia, Czechosłowacja, Węgry, Jugosławia, Austria, Wielka Brytania, Belgia, Francja, Holandia, Finlandia).
Rządy autorytarne zaprowadzono na Węgrzech (1920), Bułgarii (1923−1926, 1934), Portugalii (1926), Polsce (1926), Litwie (1926), Rumunii, Albanii (1928), Jugosławii (1929), Hiszpanii (1923–1931, 1936), Austrii (1933), Estonii (1933), Łotwie (1934), Grecji (1935) i Turcji (1923).

### Sytuacja w Afryce

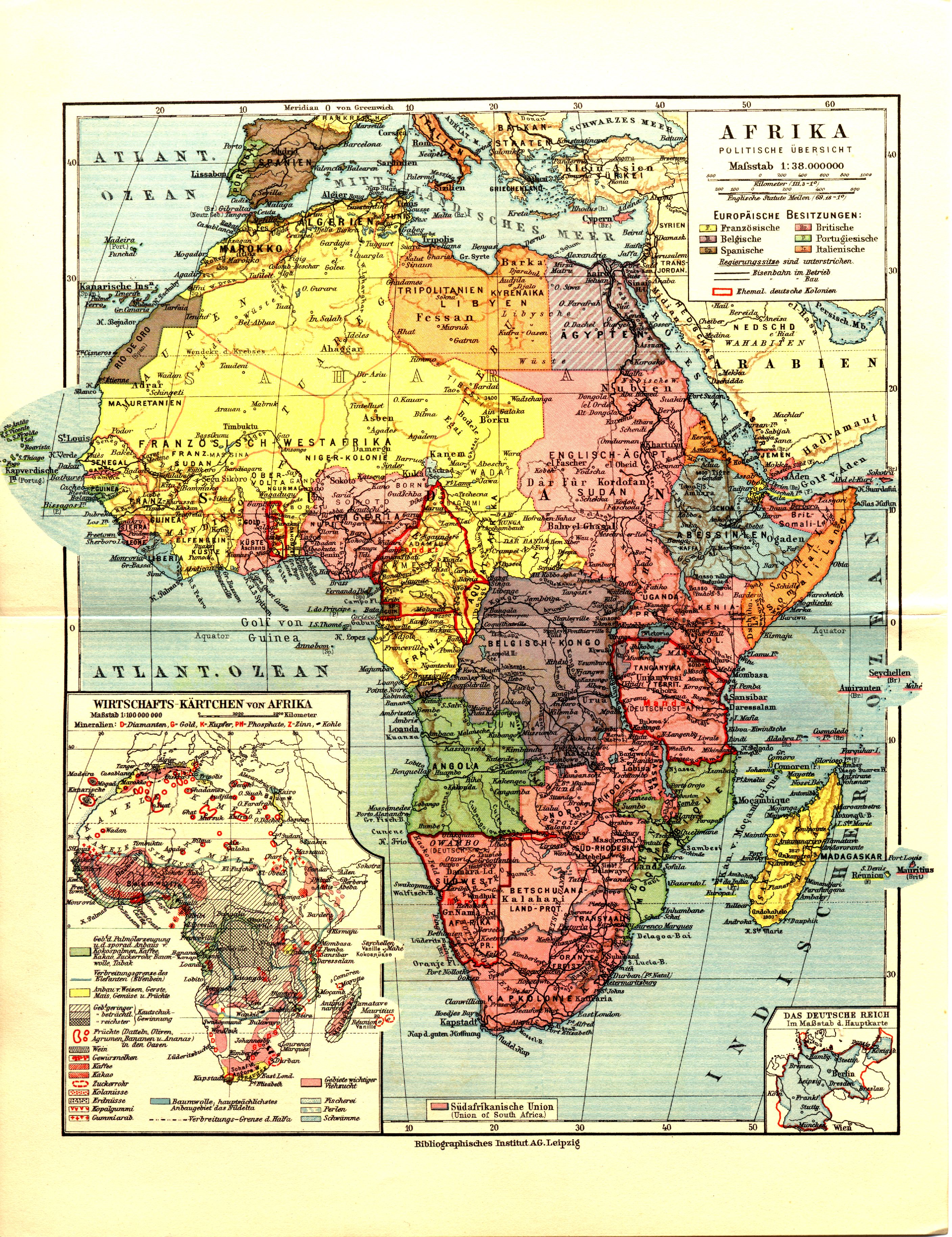
Afryka w 1932 r.

W początkach okresu międzywojennego proces terytorialnego kształtowania się imperiów kolonialnych w Afryce został zakończony, wraz z przejęciem przez Ligę Narodów niemieckich kolonii i przekazania ich w ramach mandatu zwycięskim mocarstwom w zarząd. Jednocześnie już od okresu przedwojennego (wojen burskich) pojawiała się krytyka kolonializmu, zwłaszcza wśród warstw niższych europejskich społeczeństw. Wycofanie USA z ratyfikacji traktatu wersalskiego dało mocarstwom europejskim większą swobodę w ukształtowaniu systemu mandatowego, który wbrew intencjom prezydenta Wilsona nie odróżniał ich dostatecznie mocno od zwykłych kolonii.

Jedynym niepodległym państwem afrykańskim w okresie międzywojennym była Etiopia, granicząca z obszarami włoskich kolonii i traktowana przez Włochy jako obszar potencjalnej ekspansji, ale stanowiąca też obszar francusko-brytyjsko-włoskiej walki o wpływy. W 1934 r. doszło do incydentu granicznego pomiędzy Etiopią a Somali Włoskim, po którym Włochy zażądały odszkodowania, a Etiopia przy poparciu Wielkiej Brytanii zwróciła się do Ligi Narodów o rozstrzygnięcie konfliktu. Wobec niejednoznacznego stanowiska Francji, która usiłowała pozyskać Włochy jako sojusznika przeciw Niemcom, brytyjski plan wymiany terytoriów pomiędzy Etiopią, Somali Włoskim i Somali Brytyjskim nie doszedł do skutku. W 1935 r. wybuchła wojna abisyńsko-włoska, w ramach której dysponujący dużą przewagą liczebną i techniczną Włosi pokonali stawiającą niespodziewanie zaciekły opór Etiopię i w maju 1936 r. zdobyli Addis Abebę, włączając ją do swojego imperium kolonialnego jako część kolonii Włoska Afryka Wschodnia. Opór etiopski w dalszym okresie był kontynuowany przez siły partyzanckie.

Wojna abisyńsko-włoska, I faza
Wojna abisyńsko-włoska, II faza
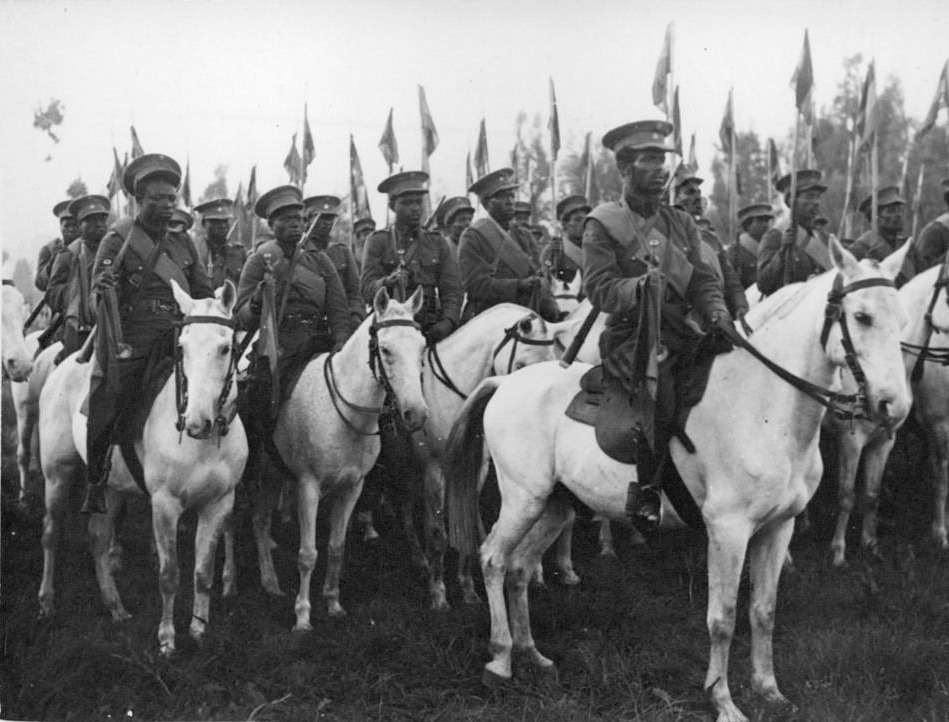
Wojska etiopskie

### Sytuacja w Azji i na Bliskim Wschodzie

Azja w 1934 r.

W Chinach okres międzywojenny upłynął pod znakiem rywalizacji komunistów i nacjonalistów, która tylko w pięcioletnim okresie 1922–1927 była zastąpiona współpracą pomiędzy obiema partiami, która wynikała z sojuszu nacjonalistów z ZSRR. W okresie militarystów (1916–1928) pogrążone w chaosie Chiny rozpadły się na niezależne strefy rządzone przez dowódców wojskowych, ale po śmierci Sun Jat-sena, w trakcie tzw. Ekspedycji Północnej, Czang Kaj-szek doprowadził do poddania większości kraju władzy swojego rządu. W trakcie tej kampanii Czang uznał rosnących w siłę komunistów za zagrożenie i w kwietniu 1927 roku zadecydował o ostatecznym zerwaniu współpracy ze Związkiem Radzieckim, co przekształciło się w wojnę domową (1927) przeciw komunistom. Komuniści uciekali głównie do prowincji Jiangxi i Fujian, gdzie wobec słabości administracji utworzyli górskie bazy. W latach 1930–1933 chiński rząd przeprowadził pięć kampanii zbrojnych przeciw komunistom, które zakończyły się rozbiciem chińskiej Armii Czerwonej, której niedobitki pod wodzą Mao Zedonga rok później podjęły wędrówkę na północ, tzw. Długi Marsz, do prowincji Shanxi. Ostatecznemu rozbiciu sił komunistycznych przeszkodził bunt marsz. Zhanga Xuelianga. Wojnę domową zawieszono pod wpływem japońskiej agresji na Chiny w 1937 r.

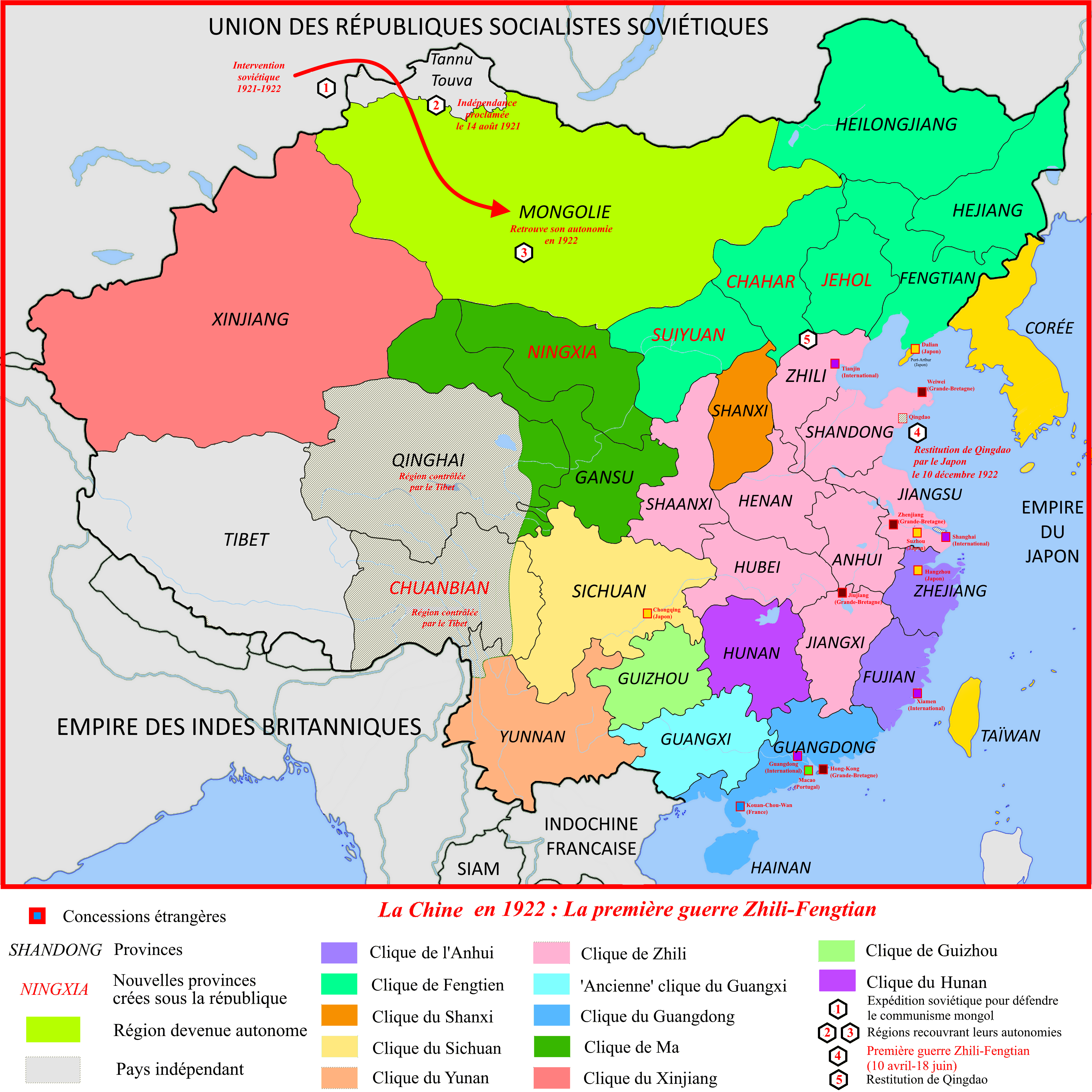
Sytuacja w Chinach w latach 1921–1922
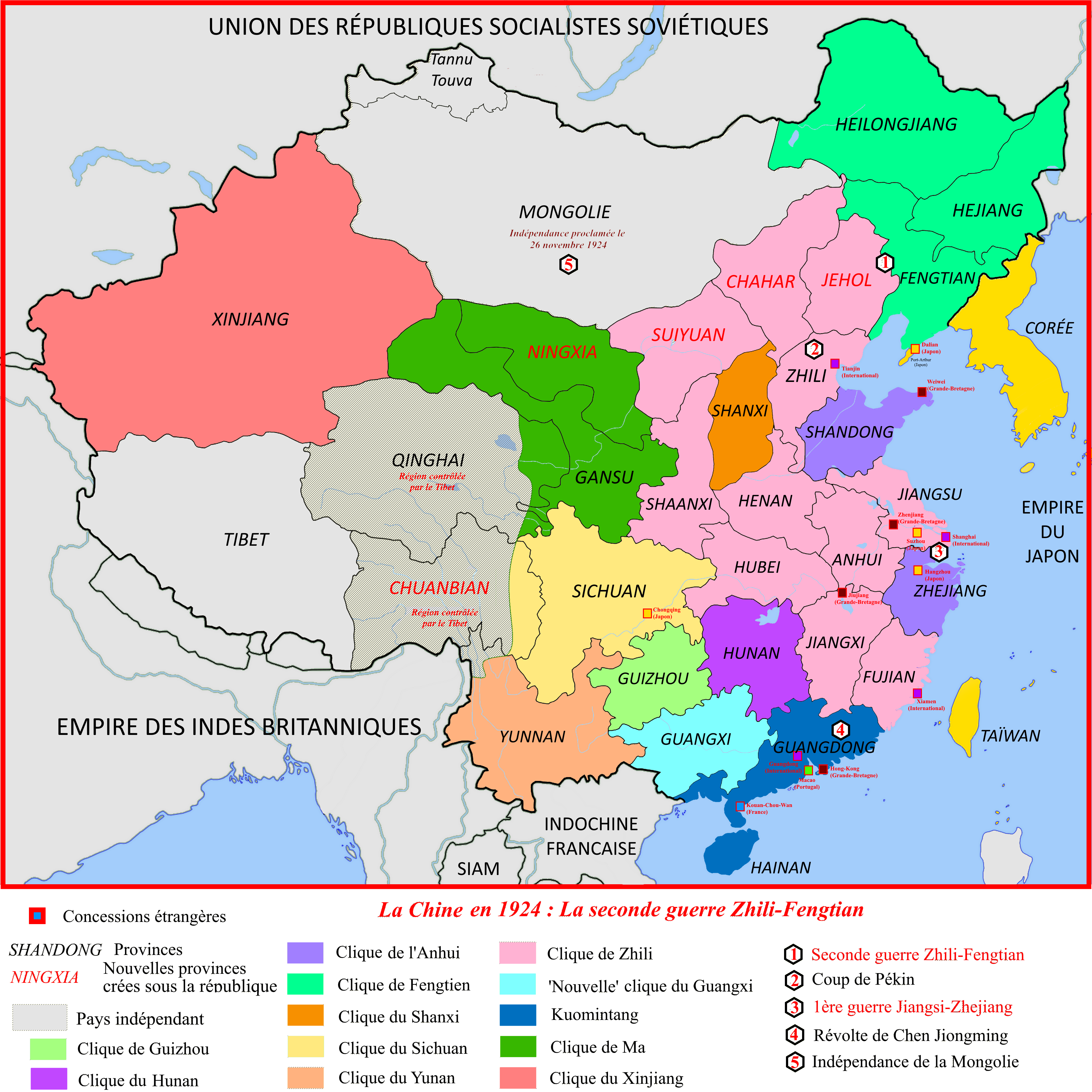
Sytuacja w Chinach w latach 1923–1924
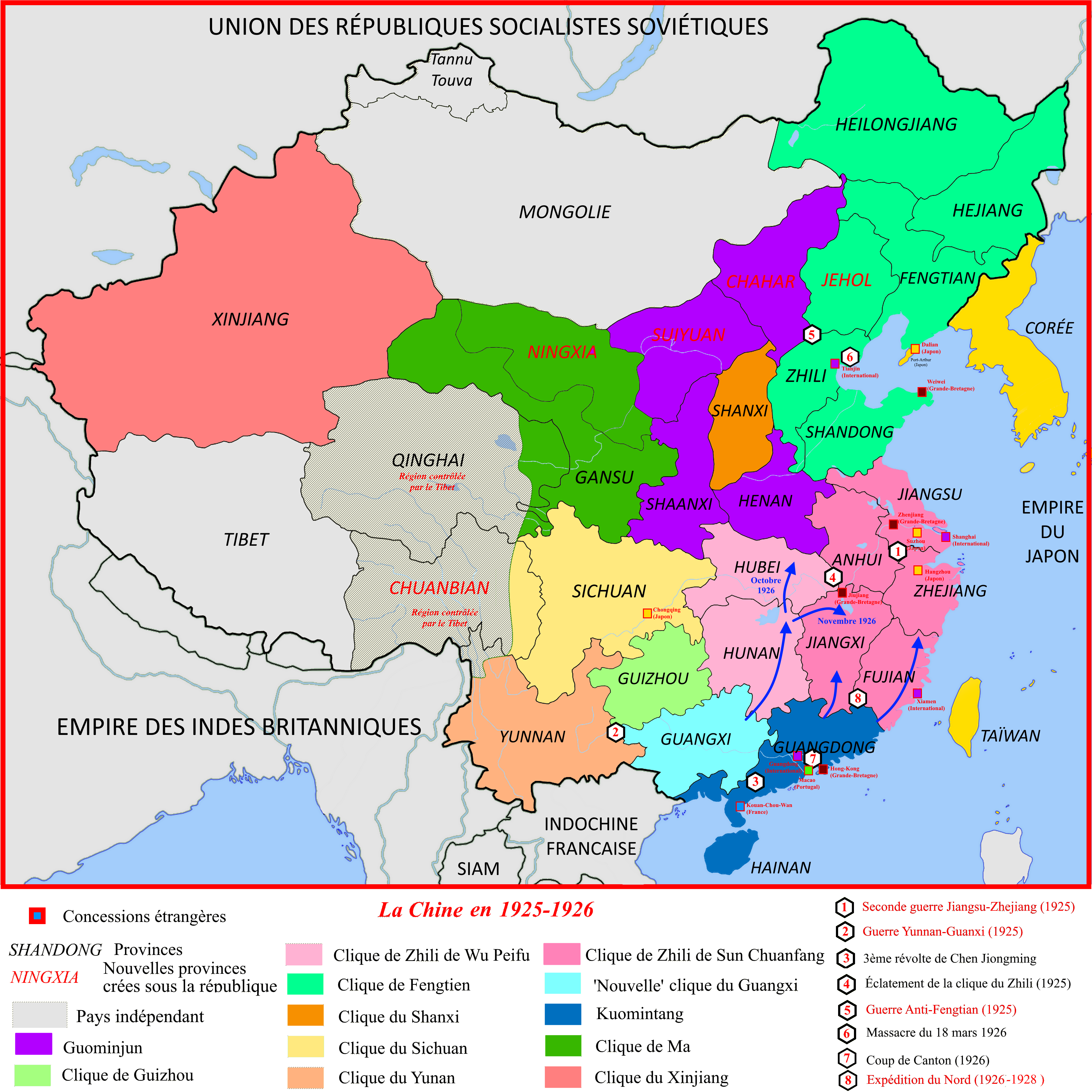
Sytuacja w Chinach w latach 1925–1926
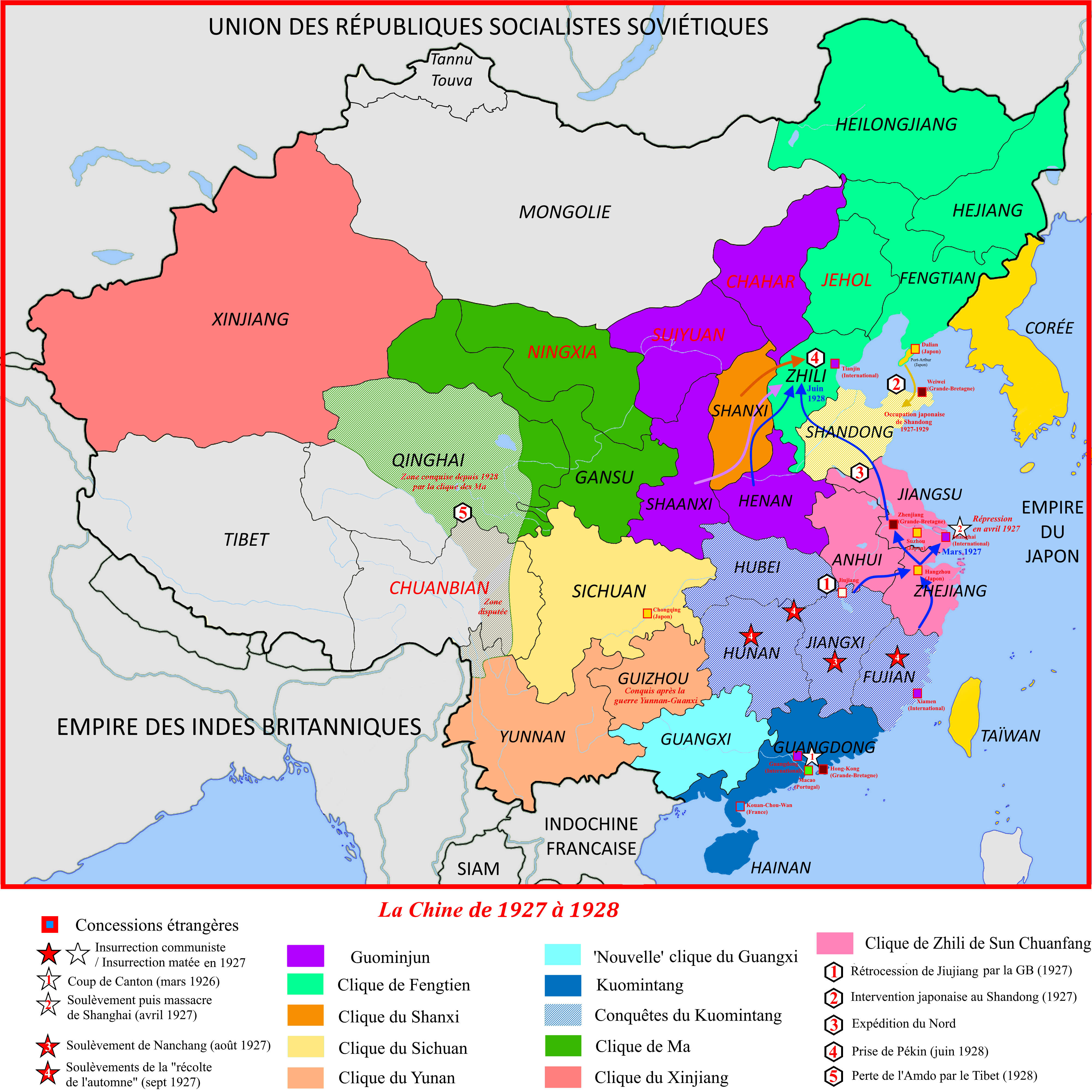
Sytuacja w Chinach w latach 1927–1928
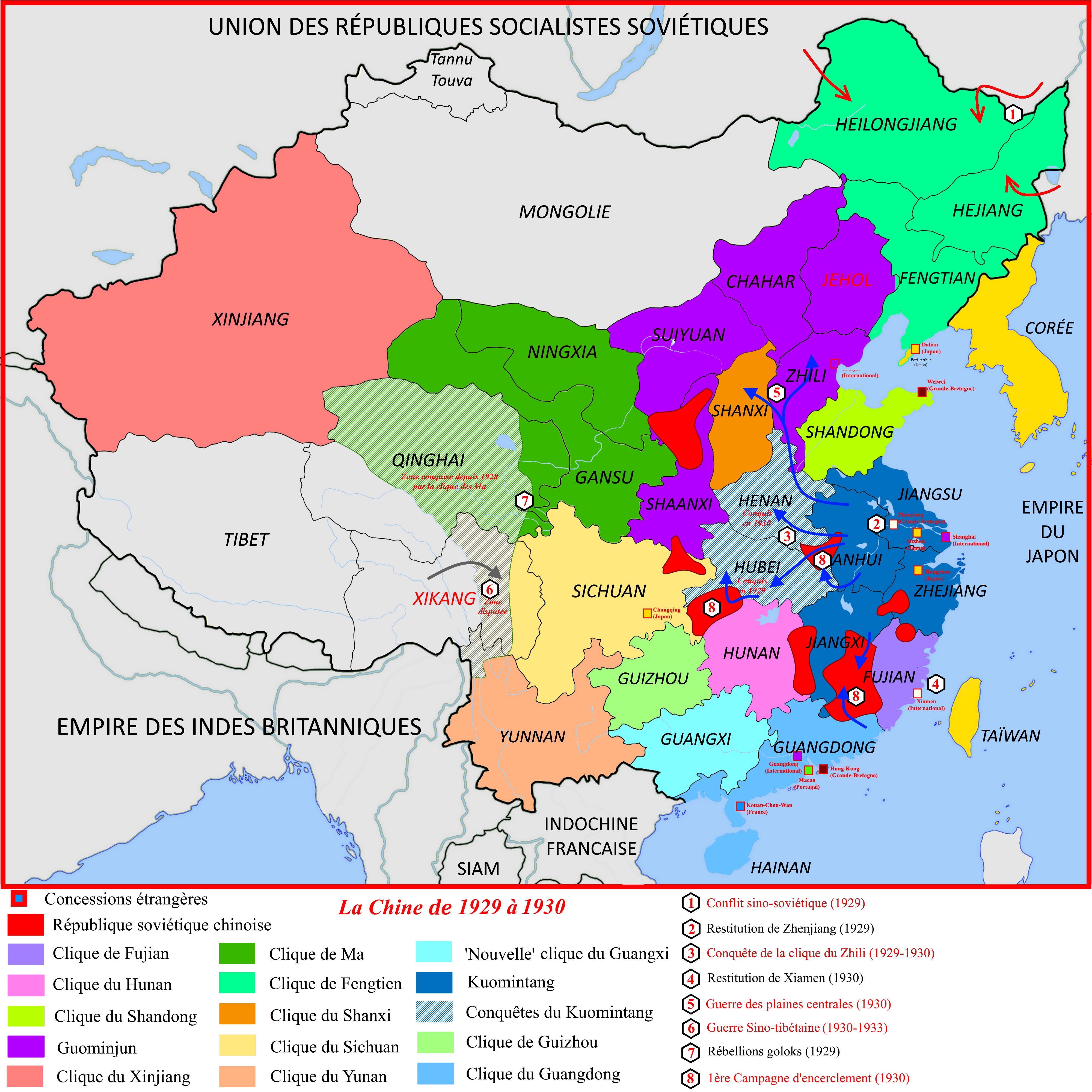
Sytuacja w Chinach w latach 1929–1930
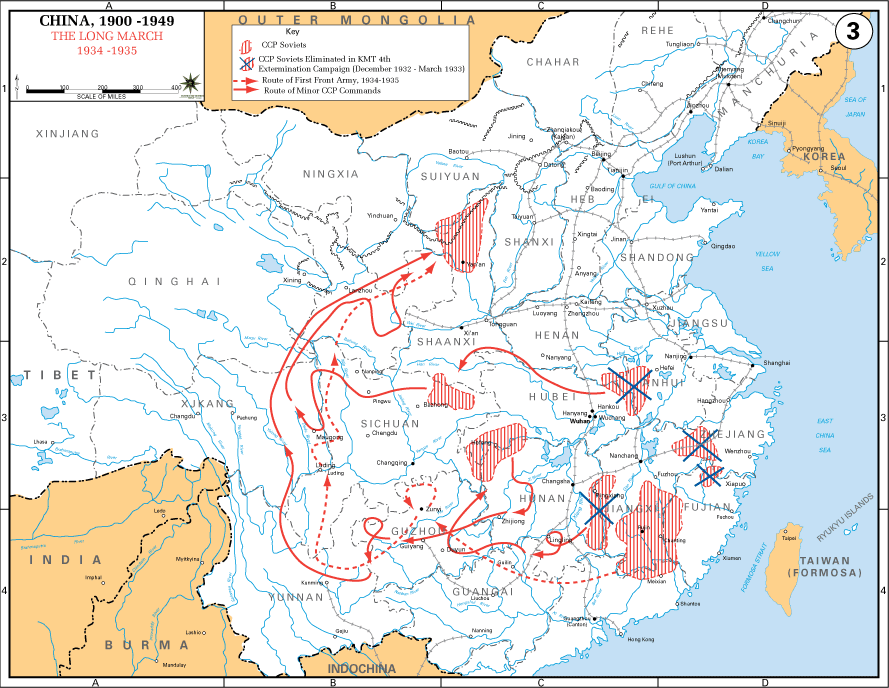
Długi Marsz (1934–1935)

W Indiach Brytyjskich narastały w okresie międzywojennym tendencje niepodległościowe, które były jednak tłumione przez Brytyjczyków przez cały ten okres, choć kierowany przez Mahatmę Gandhiego ruch niepodległościowy zwrócił uwagę świata na problem kolonializmu, wzmocnił nacisk opinii publicznej na mocarstwa imperialne, dostrzegającej potrzebę nadania pewnych form autonomii koloniom, również w Afryce i na Karaibach.
W Związku Radzieckim z rywalizacji o władzę zwycięsko wyszedł Józef Stalin, który wobec znacznego zacofania gospodarki – ok. 75% PKB stanowiła produkcja rolna, a wyroby przemysłowe prawie w 100 proc. pochodziły z importu – natychmiast rozpoczął projekt forsownej industrializacji, której celem była również zmiana struktury społeczeństwa. W efekcie przymusowej kolektywizacji rolnictwa nastąpiła ucieczka chłopów do miast, gdzie utworzyli oni licznie klasę robotniczą. Jednocześnie eksport płodów rolnych prowadzony mimo masowego głodu, pozwolił na zakup w USA kompletnych fabryk i licencji. Politycznie ZSRR był początkowo izolowany, dopiero w 1922 r. w Rapallo nastąpiło niemiecko-radzieckie porozumienie o rezygnacji z roszczeń i zobowiązań oraz zawarto szereg porozumień gospodarczych i wojskowych, co od początku było wymierzone w ład wersalski, gdyż dzięki testom i produkcji broni oraz szkoleniu żołnierzy w ZSRR, Niemcy omijali sankcje nałożone przez pokój wersalski. Już pięć lat później ZSRR skoncentrował się na współpracy wojskowej z firmami z USA, które realizowały dostawy do ZSRR i budowały na jego terenie zakłady przemysłowe. W stosunkach z Wielką Brytanią początkowo utrzymywano tylko nieoficjalne stosunki gospodarcze, a oficjalne nawiązanie stosunków nastąpiło w 1924 r., pod rządami brytyjskiej Partii Pracy, jednak po kryzysie gospodarczym i fali strajków dwa lata później Komintern wezwał brytyjskich komunistów do obalenia rządu i przeprowadzenia rewolucji, co skutkowało zerwaniem przez Wielką Brytanię stosunków z ZSRR.
Na Bliskim Wschodzie w niepodległych państwach jak Turcja i Iran obalono dotychczasowe dynastie i ustanowiono nowe dyktatury (w Turcji republikańską, a w Iranie monarchistyczną), które miały wyraźne aspiracje modernizacyjne i westernizacyjne.

### Sytuacja w Ameryce Łacińskiej
Na koniec okresu przedwojennego oraz okres międzywojenny przypadły próby demokratyzacji części państw latynoamerykańskich, obejmujące rozszerzenie praw wyborczych, wprowadzanie nowych konstytucji i włączanie ludności chłopskiej do życia publicznego. W 1929 r. Ekwador jako pierwszy w tej części świata przyznał prawa wyborcze kobietom, a cztery lata później jego śladem poszły Brazylia, Urugwaj i Kuba.
Chociaż jedynie Brazylia wzięła aktywny dział w I wojnie światowej, a Meksyk i Argentyna rywalizowały o pozycję lidera obozu państw neutralnych, wszystkie kraje Ameryki Łacińskiej odczuły ekonomiczne skutki wojny, w szczególności państwa odnoszące wcześniej największe sukcesy w penetracji rynków europejskich – np. Argentyna. Po wojnie miał miejsce gwałtowny wzrost eksportu, gdy latynoamerykańscy eksporterzy realizowali rosnące zamówienia od uczestników niedawnej wojny. Ten okres wzrostu był jednak krótkotrwały, i wygasł on w miarę odbudowy europejskich gospodarek i przekierowania na cywilny rynek ich mocy produkcyjnych. Pomimo tego, okres lat 1920. był generalnie okresem wzrostu gospodarczego, co wynikało z kombinacji interwencji rządowych oraz inwestycji zagranicznych (głównie z USA).
Wzrost zależności od zagranicznego kapitału przyczynił się do wzmożenia nastrojów nacjonalistycznych wśród konserwatystów i antyimperialistycznych wśród lewicy, umacnianych dodatkowo interwencjami amerykańskimi na Karaibach i w Meksyku. Znalazło to wyraz w szeregu strajków organizowanych przeciw zachodnim koncernom. Po wybuchu wielkiego kryzysu nastąpił odpływ zagranicznych kapitałów, załamanie eksportu i spadek dochodów, skutkujący ograniczeniem importu. Spowodowało to skręt w kierunku polityki protekcjonistycznej i doprowadziło do rozwoju sektorów gospodarki tłamszonych do tej pory importem.
W krajach Ameryki Łacińskiej prowadzone były również progresywne reformy, np. Urugwaj jako pierwszy tworzył w latach 1920. rozwiązania z zakresu państwa dobrobytu, w tym minimalną pensję i rozbudowany system opieki socjalnej.
Przemiany ekonomiczne i społeczne w Ameryce Łacińskiej doprowadziły do oczekiwania zmian politycznych, choć reformy były zazwyczaj dość ograniczone i obejmowały zazwyczaj dopuszczenie do przywilejów politycznych klasy średniej. W 1920 r. reformiści odnieśli zwycięstwo wyborcze w Chile, ale spory między prezydentem i parlamentem doprowadziły do przejęcie władzy przez siły konserwatywne i krótkotrwałej dyktatury wojskowej, a stabilizację przywrócono w 1932 r. Wraz z powrotem do demokracji w Chile uchwalono nową konstytucję, osłabiającą pozycję oligarchów, i wprowadzono reformy socjalne korzystne dla klasy średniej i klasy robotniczej. Również kolumbijska Partia Liberalna, obejmując władzę w 1930 r., skierowała się w stronę upodmiotowienia klasy robotniczej.
W latach 1930. w Peru Víctor Raúl Haya de la Torre ogłosił progresywny program inspirowany meksykańską rewolucją, który łączył ekonomiczny nacjonalizm z wszechlatynoską solidarnością, a także postulował włączenie Indian do życia publicznego.

### Konflikty zwiastujące II wojnę światową
W 1931 r. załamała się hiszpańska dyktatura wojskowa, co doprowadziło do abdykacji Alfonsa XIII. Wzrosły napięcia i konflikty polityczne. Już w 1934 r. skrajnie prawicowa Falanga porozumiała się z armią, że wojsko powinno w razie potrzeby wystąpić zbrojnie i rozpoczęto przygotowania do faszystowskiej rewolucji. Gdy dwa lata później lewica wygrała wybory z minimalną przewagą, przeciwko reformom zaprotestowała część armii i konserwatyści. Jeszcze w tym samym 1936 r. doszło 17 lipca do próby wojskowego przewrotu, który przerodził się w hiszpańską wojnę domową, którą państwa takie jak Niemcy czy ZSRR traktowały jako poligon doświadczalny nowej broni i taktyki, a ich celem było poszerzenie strefy wpływów. Wojna hiszpańska zakończyła się w 1939 r. zwycięstwem gen. Franco, który zaprowadził po zwycięstwie dyktaturę.

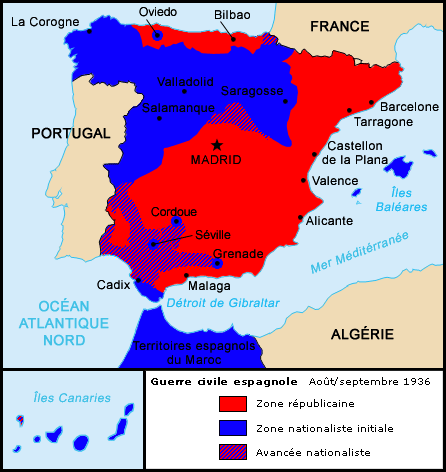
Sytuacja w VIII 1936 r.
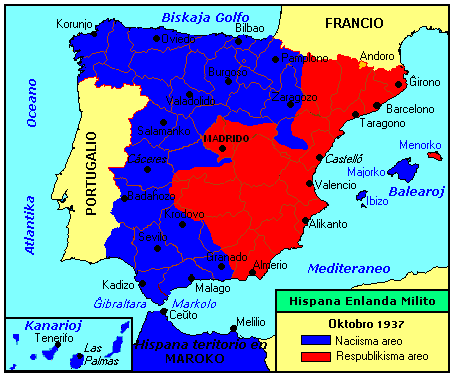
Sytuacja w X 1937 r.
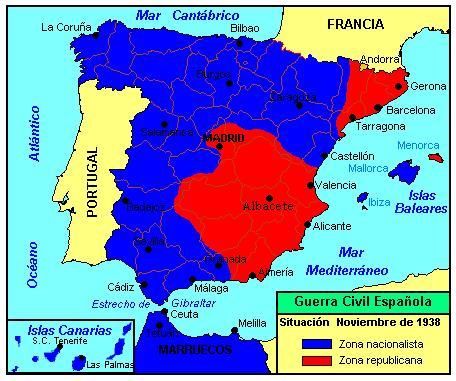
Sytuacja w XI 1938 r.
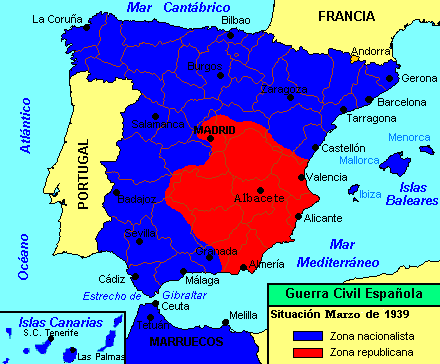
Sytuacja w III 1939 r.

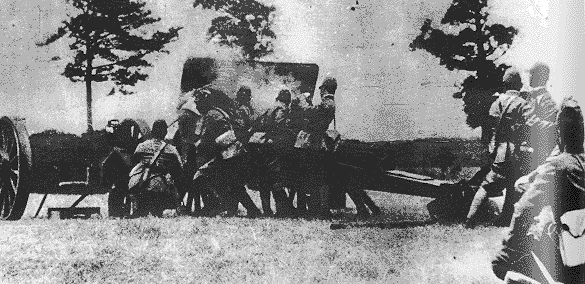
Japończycy ostrzeliwujący Twierdzę Wanping

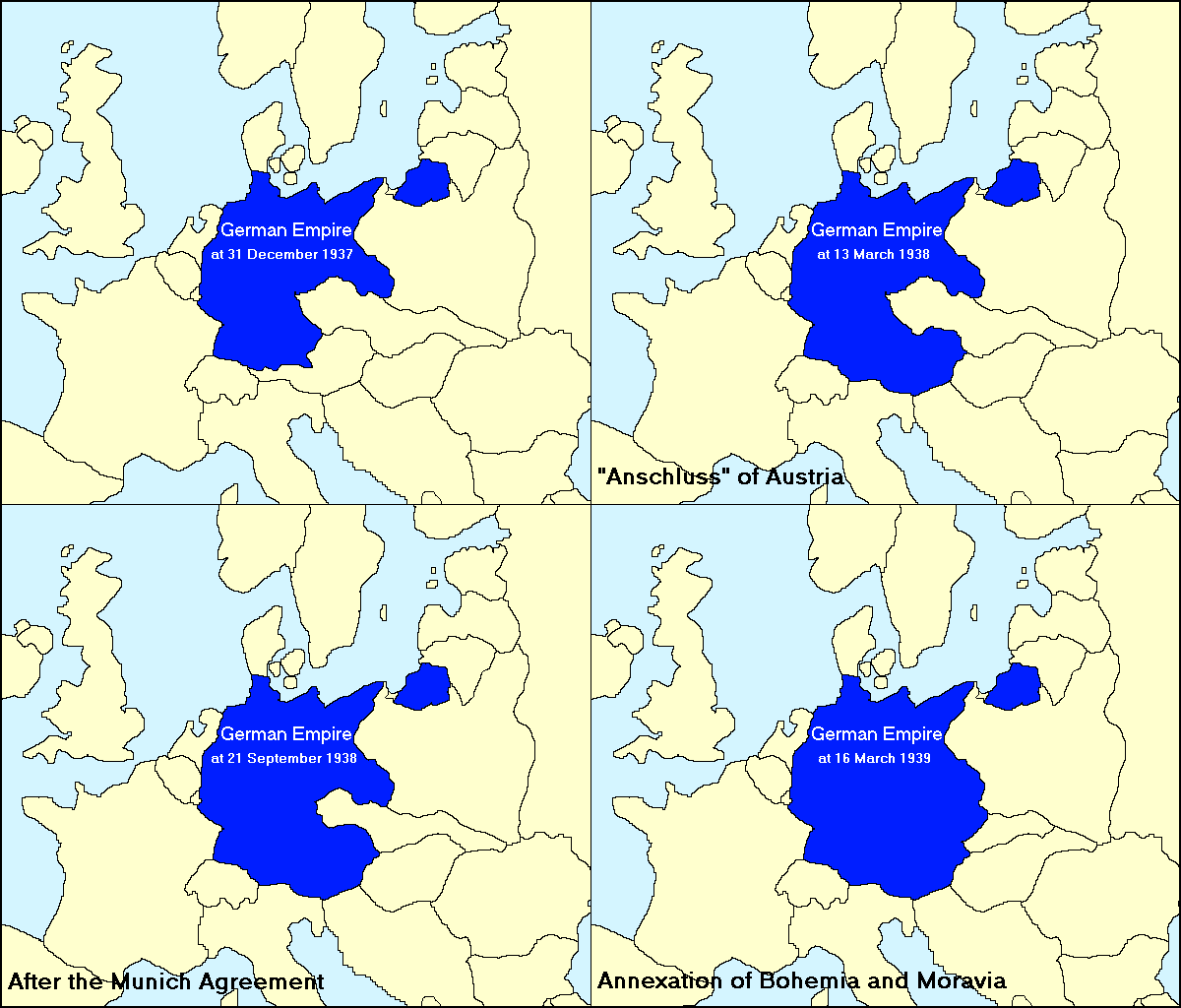
Ekspansja III Rzeszy przed wybuchem II wojny światowej.

W 1937 r. wybuchła kolejna wojna chińsko-japońska, gdy Japonia dokonała inwazji na Chiny po tzw. incydencie na moście Marco Polo, po czym zajęła Szanghaj, Nankin i południowe Shanxi. W połowie 1938 r. japońska ofensywa jednak utknęła, a Chińczycy rozwinęli strategię walk partyzanckich i do 1945 r. na froncie chińskim nie dochodziło do znaczniejszych przełomów. Mimo licznych porażek, chińska armia nie została nigdy rozbita ze względu na duże możliwości mobilizacji rezerw i otrzymywaną od 1940 r. pomoc amerykańską.
13 marca 1938 r. Adolf Hitler zaanektował Austrię, łamiąc postanowienia traktatu wersalskiego, który zakazywał wprost łączenia obu państw. W październiku 1938 r. zaś dokonał rozbioru Czechosłowacji, odrywając od niego zamieszkane przez Niemców Kraju Sudetów, a w marcu 1939 r. zajął centralne Czechy. Niemcy rozpoczęły militaryzację i przygotowania do wojny, które zachodnie państwa usiłowały ignorować, by uniknąć konfliktu.

## Gospodarka
Po I wojnie światowej, dzięki rozwojowi technicznemu (elektryfikacji i motoryzacji), USA przeżywały okres wzrostu gospodarczego. Również w Europie, m.in. za sprawą amerykańskich inwestycji, rozpoczął się wzrost gospodarczy, jednak był on różny w poszczególnych krajach. Szybki rozwój gospodarczy przechodziła w tym okresie również Japonia. Pierwsze oznaki kryzysu w USA zaczęły pojawiać się pod koniec 1928 r., gdy pojawiły się pierwsze problemy ze zbytem produktów i spadkiem produkcji, a także zaczął się kryzys na rynku budowlanym.
Jednocześnie panująca na giełdzie hossa finansowana kredytami bankowymi powodowała wzrost zainteresowania spekulacją giełdową, także wśród drobnych inwestorów. W październiku 1929 r. rozpoczął się giełdowy kryzys, a spadające ceny akcji zmusiły inwestorów do masowej wyprzedaży papierów wartościowych, co przez zaniżanie wartości notowanych na giełdzie przedsiębiorstw doprowadziło wiele z nich do bankructwa. W efekcie nastąpiło załamanie produkcji i gwałtowny wzrost bezrobocia. W okresie wielkiego kryzysu gospodarczego pojawiły się również zarzuty upatrujące w postępie technicznym źródeł kryzysu.
Rozpoczęty wówczas w światowej gospodarce wielki kryzys ekonomiczny trwał w zależności od kraju do 1933 lub 1935 roku, powodując spadek produkcji (m.in. w Niemczech o 57%, Stanach Zjednoczonych i Polsce o 46%, Kanadzie o 42% i Czechosłowacji o 40%) oraz masowe bezrobocie (m.in. 27% w USA, 43% w Niemczech). Gwałtowny spadek popytu na skutek kryzysu stymulował powstawanie monopoli prywatnych i państwowych, które zapobiegały spadkowi cen produktów.

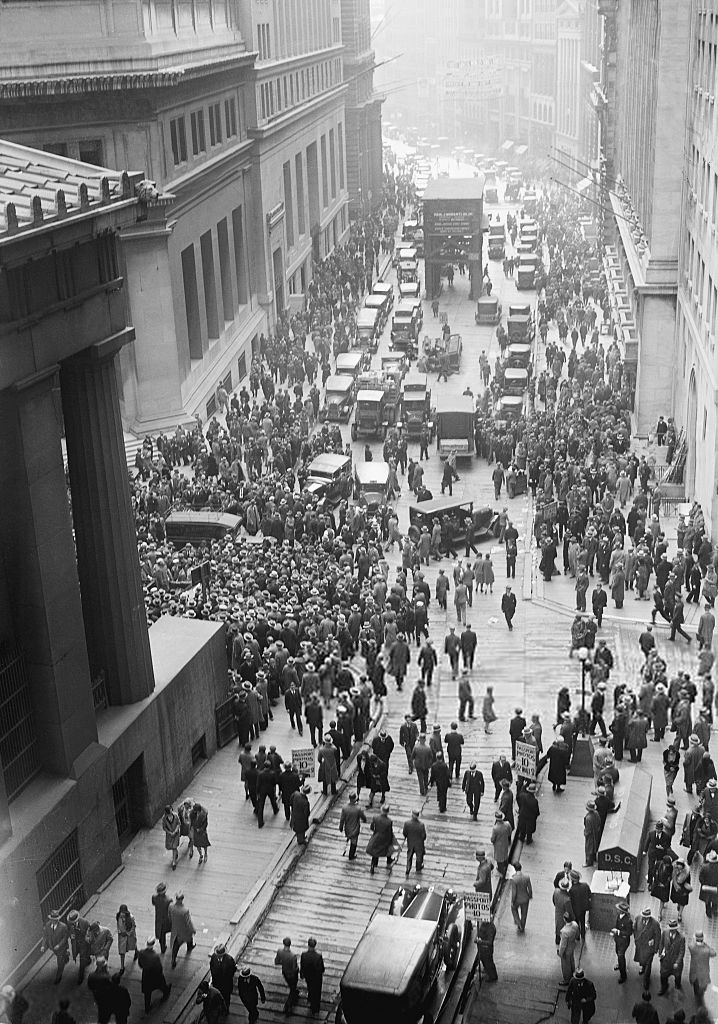
Tłum przed giełdą nowojorską w czasie krachu w 1929 r.
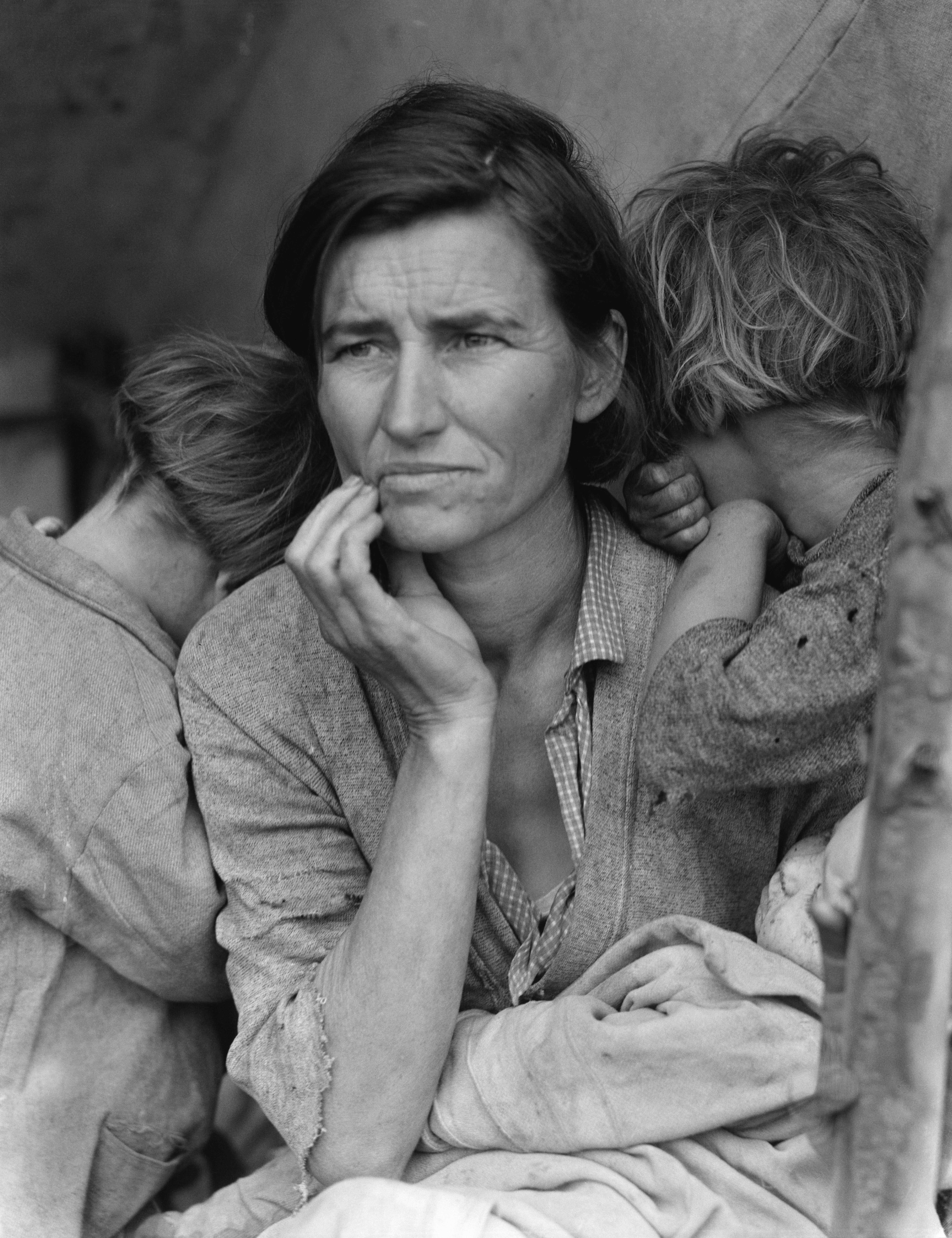
Dorothea Lange, Migrująca matka, 1936. Zdjęcie przedstawia bezrobotną 32-letnią zbieraczkę grochu, matkę siedmiorga dzieci.
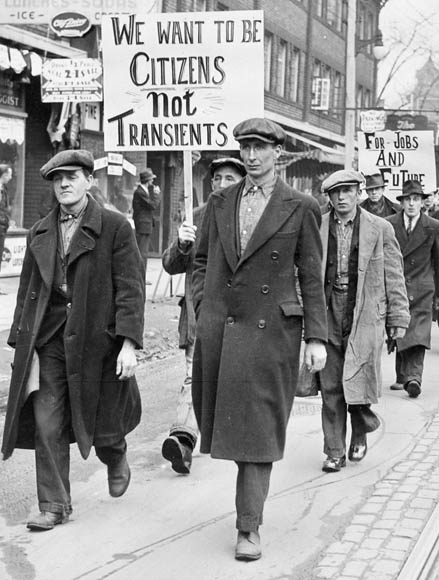
Marsz bezrobotnych, Toronto w latach 30.
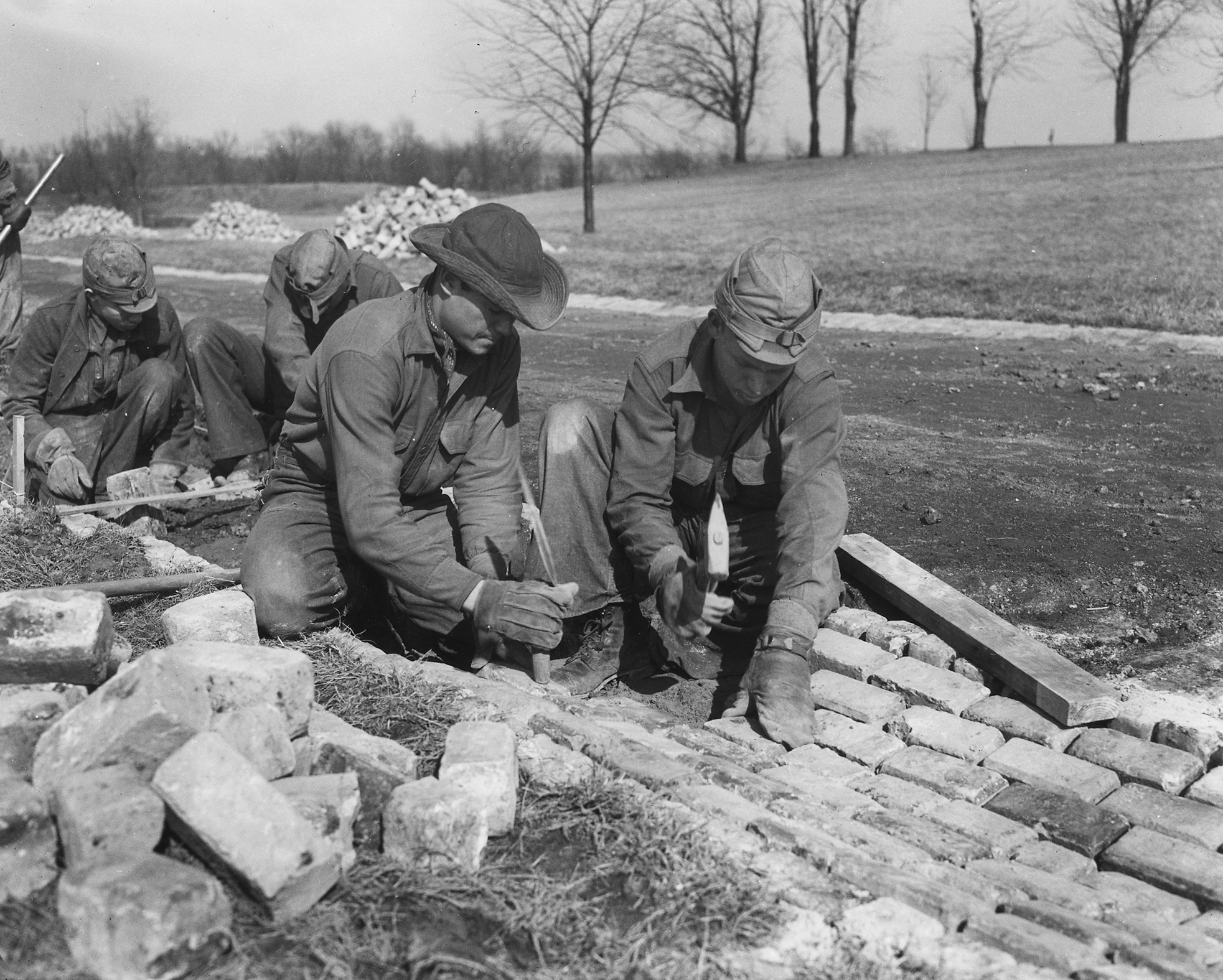
Ochotnicy z Civilian Conservation Corps podczas budowy drogi, 1933 r.
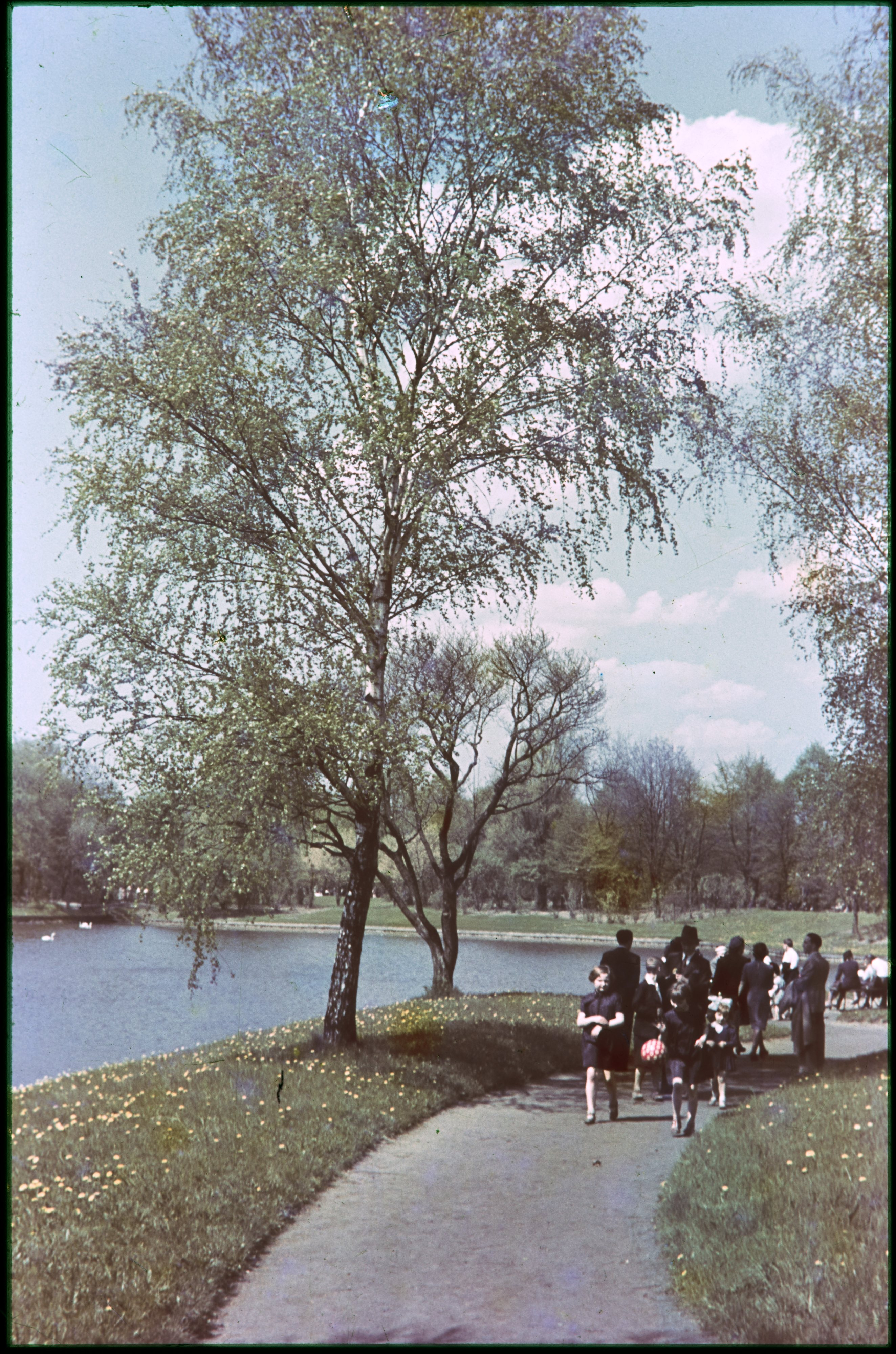
Wiosna 1939 roku w Warszawie.
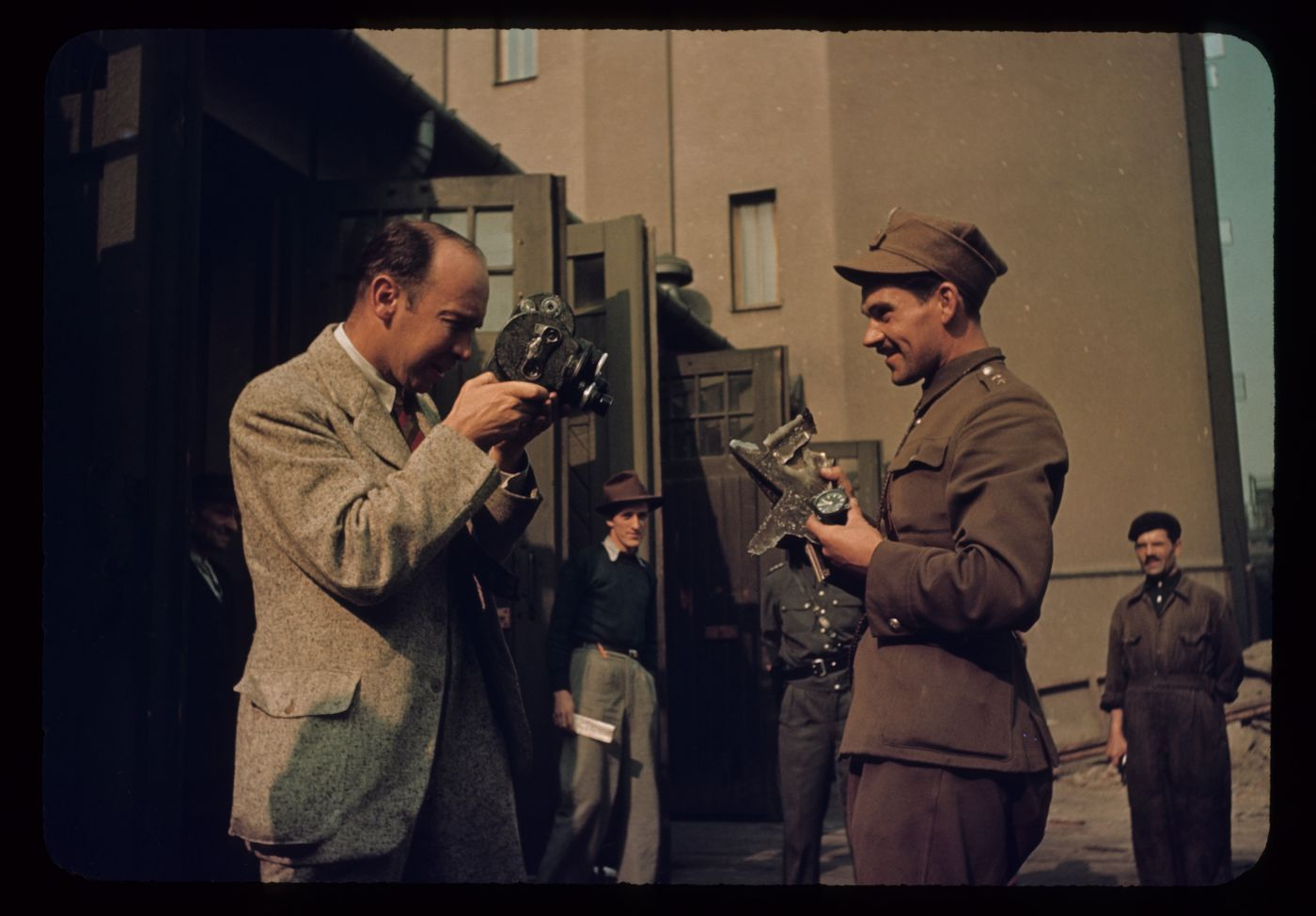
Oficer Wojska Polskiego pokazuje fragment właśnie zestrzelonego niemieckiego bombowca He-111 podczas kampanii wrześniowej w Warszawie w 1939 r.

Początkowo wiele państw walczyło z kryzysem obniżając np. ceny i płace, podnosząc cła lub stosując dumping cenowy i odchodząc od parytetu złota, jednak z czasem zaczęły mocno ingerować w rynek poprzez interwencjonizm (regulację cen, ustanawianie monopoli, interwencyjny skup towarów, roboty publiczne, rozwój zbrojeń oraz nacjonalizację upadających zakładów przemysłowych).
W 1933 r., pod hasłem polityki gospodarczej nazwanej Nowym Ładem (New Deal), prezydentem Stanów Zjednoczonych został Franklin Delano Roosevelt. W ramach New Deal zmodyfikowano politykę pieniężną, poddano wielkie spółki kontroli państwa, rozwijano inwestycje państwowe, organizowano wielkie roboty publiczne, subsydia i kredyty dla rolnictwa, pomoc dla bezrobotnych i ich rodzin. Budowano i naprawiano drogi, w tym autostrady.
W międzywojennej Polsce wybudowano od podstaw nowe miasto portowe Gdynię (1926) i przemysłowe Stalową Wolę (1938), stosując modną wtedy architekturę modernistyczną.

## Kultura

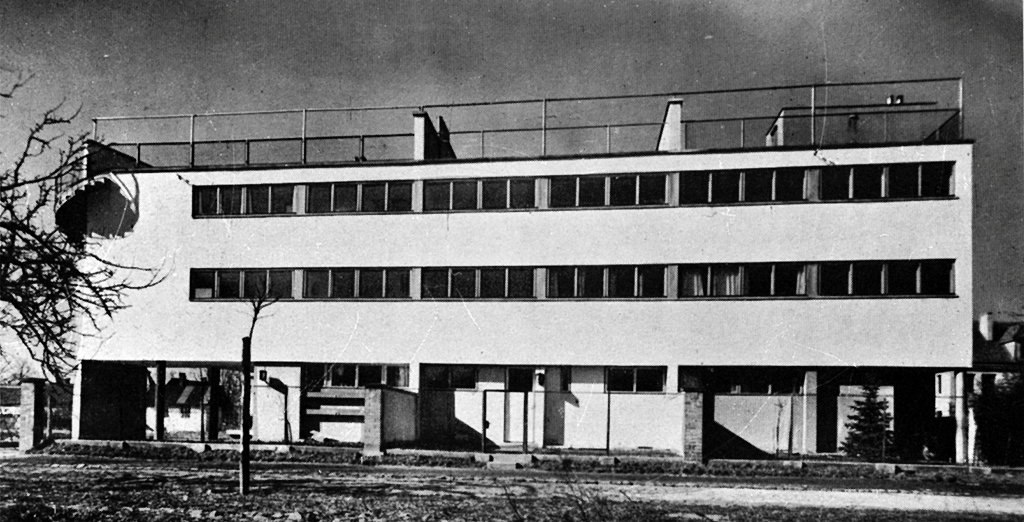
W czasach dwudziestolecia międzywojennego architektura światowa uległa gwałtownej przemianie dzięki takim nowatorom jak m.in. Le Corbusier. Mieszkania dla ludzi przestały być ciasne i niehigieniczne. Zlikwidowano sutereny, mansardy, podwórka studnie i wspólne toalety. W modernizmie wprowadzono płaskie dachy z tarasami wypoczynkowymi.

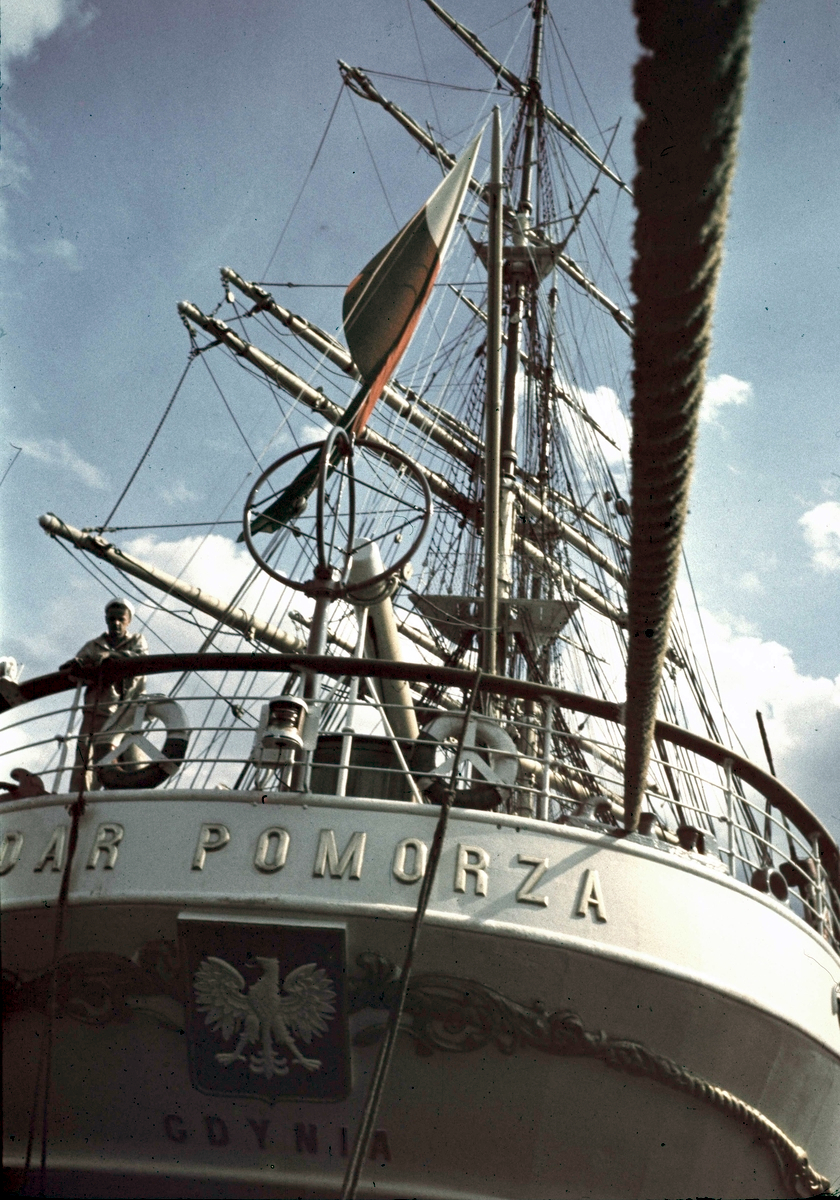
Polski żaglowiec Dar Pomorza w Sztokholmie w 1938 r. Fotografia kolorowa pojawiła się w połowie lat 30. XX wieku dzięki wynalazkom takim jak filmy barwne Kodak Kodachrome i Agfacolor

Ukształtowanie się w Europie i Ameryce społeczeństwa masowego wiązało się z rozkładem dawnych więzi społecznych. Nastąpił rozwój środków masowego przekazu i komercjalizacja kultury, co doprowadziło do powstania nowoczesnej kultury masowej. Upowszechnienie oświaty przyczyniło się do stworzenia wielomilionowych mas odbiorców informacji i rozrywki, którzy nie byli przygotowani do odbioru kultury wysokiej. Produktem kultury masowej typowym dla dwudziestolecia międzywojennego był komiks. Innym ważnym elementem kultury masowej była muzyka rozrywkowa.
Dynamicznie rozwijało się kino, do którego tzw. przełom dźwiękowy w kinematografii (1926–1933) wprowadził dźwięk, a w latach 30. kolor. Pojawiły się pierwsze gwiazdy kinowe, np. Charlie Chaplin. Zaczęły powstawać pierwsze gatunki filmowe (horror oraz western). Swoją działalność rozpoczynał Walt Disney. Rozpoczęła się masowa produkcja filmów w Hollywood.

## Nauka i technika
Epoka lat 1920. i 1930. jest postrzegana jako okres przełomowych odkryć teoretycznych w dziedzinie fizyki i mechaniki kwantowej, które pozwoliły na wykorzystanie tych odkryć na skalę przemysłową w okresie II wojny światowej. Szczególnie w USA kładziono nacisk na badania naukowe mające potencjalne zastosowania przemysłowe, np. badania z zakresu fizyki nuklearnej prowadzono z myślą o zastosowaniach w medycynie i energetyce, badania jonosfery pod kątem łączności radiowej, podobnie jak badania dotyczące akustyki i elektroakustyki skupiały się na wykorzystaniu na potrzeby środków masowego przekazu.
- Edwin Hubble – wykazał, że mgławice są innymi galaktykami, a nie obiektami wewnątrz Drogi Mlecznej i odkrył, że im dalej znajdują się galaktyki od Ziemi, tym szybciej oddalają się od niej. Wykazał więc, że wszechświat jest większy niż dotychczas sądzono oraz że nieustannie się rozszerza[38].
- James Chadwick – odkrył neutron prowadząc badania nad budową atomu[39] oraz zjawisko rozszczepienia jądra atomowego. Było to jedno z najważniejszych odkryć w dziedzinie fizyki jądrowej.
- Enrico Fermi – otrzymał Nagrodę Nobla za prace doświadczalne nad sztuczną promieniotwórczością. Jest twórcą pierwszego reaktora jądrowego, uruchomionego w USA w 1942 r. oraz współtwórcą pierwszej bomby atomowej[40].
- Alexander Fleming – odkrył penicylinę[41], potwierdzając tym samym słuszność maksymy swego idola, francuskiego chemika Ludwika Pasteura.
- Taśmowy sposób produkcji – polega na rozdzieleniu całego procesu produkcyjnego na proste czynności. Są one wykonywane kolejno w miarę przesuwania się wytwarzanego przedmiotu na taśmie produkcyjnej.

W okresie międzywojennym rozwijało się zjawisko popularyzacji nauki, dokonywanej głównie za pomocą prasy, a w mniejszym stopniu także radia.